# Gravere
Gravere – miejscowość i gmina we Włoszech, w regionie Piemont, w prowincji Turyn.
Według danych na rok 2004 gminę zamieszkiwały 682 osoby, 37,9 os./km².